# Targeta capturadora de vídeo

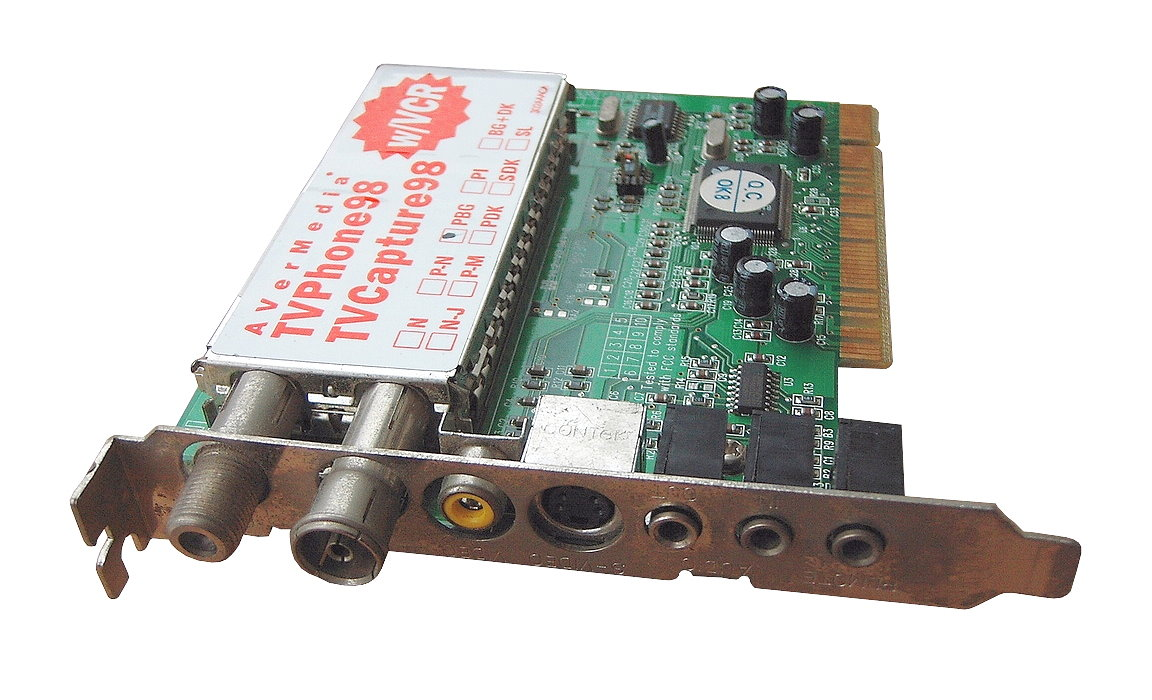
Capturadora AVERMEDIA TVPhone98.

Una targeta capturadora de vídeo és una targeta que permet a un ordinador de rebre senyal de vídeo. Pot ser una targeta sintonitzadora de televisió o només tenir entrada de vídeo.
Hi ha dispositius externs amb les mateixes funcions, que se solen connectar mitjançant USB, Firewire o PCMCIA.
Un digitalitzador de vídeo és un dispositiu electrònic que captura quadres individuals d'un senyal de vídeo  analògic o d'un fitxer de vídeo digital. S'usa normalment com un component d'un sistema de visió digital, en què els fotogrames de vídeo es capturen de forma digital i posteriorment es visualitzen, emmagatzemen o transmeten directament, o comprimides de forma digital.
Els primers digitalitzadors de vídeo només tenien memòria per capturar i emmagatzemar un únic fotograma de vídeo, d'aquí el seu nom en anglès, 'frame grabber, capturar. Els digitalitzadors moderns normalment són capaços d'emmagatzemar diversos fotogrames i comprimir en temps real utilitzant algoritmes com MJPEG, MPEG1, MPEG2, MPEG4. Les demandes tecnològiques en camps com  adquisició de radar, indústria i comandament remot han portat al desenvolupament de digitalitzadors de vídeo amb capacitat de capturar fotogrames a gran velocitat i resolució.